# Tankō bushi

La chanson Tankō bushi est originaire de la mine de charbon de Miike, dans la préfecture de Fukuoka, île de Kyūshū au Japon.

Tankō bushi (炭坑節) est une chanson folklorique japonaise. Malgré les termes « fushi / bushi » qui se trouvent sans son titre, le rythme est dans le style balancé ondō. C'est une chanson sur les mines de charbon qui se réfère en particulier à l'ancienne mine de charbon de Miike dans la préfecture de Fukuoka. C'est une chanson habituellement interprétée dans les festivals O-bon et la danse qui l'accompagne décrit les actions dans les mines telles que le creusement, la pousse d'un chariot ou l'accrochage d'une lanterne.

## Extraits deTankō bushi
| Japonais : Tsuki ga deta deta Tsuki ga deta, a yoi yoi Miike Tankō no ue ni deta Anmari entotsu ga takai no de Sazoya otsukisan kemutakaro Sa no yoi yoi | Français : La Lune, est sortie, Oh, la Lune est dehors, ho-hisse (kakegoe) Au-dessus de la mine de charbon de Miike la Lune est sortie. La cheminée est si élevée, Je me demande si la Lune s'étouffe sur la fumée… Ho hisse ! |

Les arrangements modernes de Tankō bushi remplacent les paroles Miike tankō par uchi no oyama, qui en dialecte minier traditionnel signifie « notre mine de charbon » ou « notre puits de charbon » car la mine de Miike n'est plus en service et la chanson est interprétée dans le festivals de danses Bon en dehors du Kyūshū.

## Histoire
La chanson a été enregistrée au Japon en 1932. Une populaire version de la chanson est l'enregistrement effectué par Suzuki Masao chez Victor of Japan, MV-1 (JES-1041). Elle a été initialement enregistrée sur 78 tours Victor V-41543. La version CD est Victor du Japon MVK-1.

## Vidéos
- « Tanko bushi, Jishin Shamidaiko, Public Performance », sur youtube.com (consulté le 8 mars 2022).
- « Tanko bushi, Jishin Shamidaiko & Yuukyo Gumi Taiko (représentation en public) », sur youtube.com (consulté le 8 mars 2022).